# Publicfile
publicfile（パブリックファイル）は、コンパクトなWebサーバかつFTPサーバ。qmailなどの作者として知られるダニエル・バーンスタインにより開発された。

## 特徴
HTTPサーバとして、またFTPサーバとして最低限の機能を実装したサーバで、高信頼性、高セキュリティを謳う。
その性格はthttpdに近いが、publicfileにはBasic認証機能や、CGIなどの外部プログラムの実行も基本的に非対応で、静的コンテンツの公開に特化している。